# Коки Мизуно
Коки Мизуно (јап. 水野 晃樹; 6. септембар 1985) јапански је фудбалер.

## Каријера
Током каријере је играо за ЈЕФ Јунајтед Чиба, Селтик, Кашива Рејсол и многе друге клубове.

## Репрезентација
За репрезентацију Јапана дебитовао је 2007. године. За тај тим је одиграо 4 утакмице.

## Статистика
| Јапан  | Јапан   | Јапан  |
| Година | Наступи | Голови |
| ------ | ------- | ------ |
| 2007.  | 4       | 0      |
| Укупно | 4       | 0      |